# محمد أكرم
محمد أكرم (12 أبريل 1956 في باكستان - ) هو لاعب كريكت باكستاني. لعب مع Khairpur cricket team ‏ وPakistan Universities cricket team ‏ وSukkur cricket team ‏ وSindh cricket team ‏.

## وصلات خارجية
- محمد أكرم على موقع إي آس بي آن كريك إنفو (الإنجليزية)